# Comité de Situación
El Comité de Situación, hasta 2017 Comité Especializado de Situación (CES), es un órgano colegiado de apoyo al Consejo de Seguridad Nacional (CSN). El Comité de Situación apoya al CSN en su función de la dirigir y coordinar las actuaciones de gestión de situaciones de crisis, así como en las demás funciones del Consejo, reforzando la actuación coordinada del conjunto de autoridades de las distintas Administraciones Públicas implicadas con competencias en materia de gestión de crisis, con visión anticipatoria y de respuesta integral.
Se crea por Acuerdo del Consejo de Seguridad Nacional de 5 de diciembre de 2013.

## Funciones
El Comité de Situación ejerce las siguientes funciones:
- Asistir al Consejo de Seguridad Nacional (CSN) en su función de dirigir y coordinar las actuaciones de gestión de situaciones de crisis.
- Verificar el cumplimiento de las medidas adoptadas en materia de gestión de crisis por el CSN.
- Aplicar las directrices sobre política informativa que establezca el CSN en materia de gestión de crisis, en coordinación con la Portavocía del Gobierno.
- Proponer al CSN las medidas de carácter normativo que sean necesarias para impulsar y desarrollar la gestión de crisis en el marco del Sistema de Seguridad Nacional.
- Promover la necesaria colaboración internacional en situaciones de crisis.
- Proponer al CSN para su aprobación las directrices que permitan adaptar las normas y procedimientos de gestión de crisis del Sistema de Seguridad Nacional con los instrumentos de gestión de crisis de las organizaciones internacionales de las que España es parte, a fin de que sean compatibles y homologables.
- Proponer al CSN para su aprobación las directrices que permitan adaptar las normas y procedimientos de gestión de crisis del Sistema de Seguridad Nacional con los instrumentos de gestión de crisis de terceros países, a fin de que sean compatibles y homologables en el marco de los mecanismos de cooperación y colaboración de carácter bilateral.
- Asistir al CSN cuando la situación requiera la aplicación de medidas excepcionales previstas en los instrumentos de gestión de crisis de las organizaciones internacionales de las que España sea parte, en coordinación con los órganos y autoridades competentes.
- Facilitar la activación anticipada de los instrumentos preventivos de gestión de crisis, en coordinación con los órganos y autoridades competentes, y de acuerdo con las directrices que dicte el CSN.
- Elevar al CSN para su aprobación, planes de contingencia y cualesquiera otros instrumentos necesarios para impulsar la integración de los ya existentes en aquellos ámbitos que por su acentuada transversalidad o incertidumbre se estimen necesarios.
- Analizar los posibles escenarios de crisis, estudiar su posible evolución y apoyar la actuación y mejora de los planes de respuesta todo ello en coordinación con los órganos competentes.
- Impulsar y fomentar el empleo óptimo, integrado y flexible de los medios y recursos necesarios para dar respuesta a la situación de crisis originada.
- Llevar a cabo la organización de la contribución de recursos a la Seguridad Nacional en los términos que determine el CSN.
- Elevar al CSN, en su caso, el estudio y análisis de situación del cual se desprenda la evolución desfavorable sin retorno de los supuestos susceptibles de derivar en la situación de interés para la Seguridad Nacional, para ulterior propuesta del Consejo al Presidente del Gobierno, de declaración de la situación.
- Asistir al CSN en la dirección y coordinación de la gestión de la situación de interés para la Seguridad Nacional declarada por el presidente del Gobierno.
- Elaborar propuestas de las directrices político-estratégicas y formular recomendaciones para la dirección de las situaciones de interés para la Seguridad Nacional.
- Hacer seguimiento político-estratégico de la evolución de las actuaciones de gestión de crisis en el marco del Sistema de Seguridad Nacional y, en particular, de la situación de interés para la Seguridad Nacional, una vez declarada, y elevar al CSN la valoración de la gravedad de la situación, su posible evolución y los escenarios en los que previsiblemente pueda desarrollarse.
- Encauzar y coordinar el apoyo requerido por el Gobierno a los instrumentos de gestión de crisis del Sistema de Seguridad Nacional en los estados de alarma y excepción, según lo previsto en la Disposición adicional primera de la Ley de Seguridad Nacional y de acuerdo con las directrices político estratégicas que adopte el CSN.
- Proponer al CSN para su aprobación los instrumentos que le permitan coordinar el fortalecimiento de la resiliencia nacional en materia de Seguridad Nacional.
- Proponer los objetivos nacionales de resiliencia en materia de Seguridad Nacional para su aprobación por el CSN y coordinar el desarrollo de los planes de implementación de estos objetivos.
- Aprobar sus propias normas de régimen interno y de funcionamiento.
- Asesorar al Consejo de Seguridad Nacional sobre las medidas a adoptar en respuesta a las estrategias híbridas que pongan en peligro la seguridad nacional.
- Todas aquellas otras funciones que le atribuya el ordenamiento jurídico o que le encomiende el CSN.

## Composición
El Comité se compone de:
- El ministro de la Presidencia, que lo presidirá, salvo que el presidente del Gobierno disponga otra cosa.
- El director del Gabinete de la Presidencia del Gobierno y secretario del Consejo de Seguridad Nacional, que ejercerá la vicepresidencia.
- Un representante, con rango mínimo de director general o asimilado u Oficial General, de cada departamento ministerial y organismo público con representación en el Consejo de Seguridad Nacional, así como del Ministerio de Agricultura, Pesca y Alimentación y de la Secretaría de Estado de Comunicación. Estos son:
- Un miembro del Departamento de Seguridad Nacional, que ejercerá de secretario del Comité.

Además de los anteriores, podrá formar parte del Comité un representante del resto de los departamentos ministeriales u organismos públicos cuya presencia sea así acordada por el presidente del Comité, en función de los asuntos a tratar.
Asimismo, pueden ser convocados los titulares de los órganos superiores y directivos de la Administración General del Estado, las autoridades competentes de las Comunidades Autónomas, de las ciudades con Estatuto de Autonomía, de la Administración Local, así como de los organismos públicos y entidades de derecho público vinculados o dependientes de las Administraciones Públicas, cuando su contribución se considere necesaria y, en todo caso, cuando los asuntos a tratar afecten a sus respectivas competencias. Igualmente, podrán ser convocados representantes de las demás entidades que integran el sector público institucional, del sector privado y aquellas personas en su condición de expertos cuya contribución se considere relevante.
Por último, en función de las circunstancias que afecten a la Seguridad Nacional y de los asuntos del orden del día, a decisión del Presidente del Comité, podrán ser convocados los titulares de la red de puntos de contacto de Seguridad Nacional creada por Acuerdo del Consejo de Seguridad Nacional de 20 de enero de 2017, de implementación de los mecanismos para garantizar el funcionamiento integrado del Sistema de Seguridad Nacional.